# Final da Copa do Mundo de Ginástica Artística de 2008 - Resultados masculinos
Os resultados masculinos da Final da Copa do Mundo de Ginástica Artística de 2008, contaram com as provas individuais por aparelhos, como desde a edição de 1998.

## Resultados
| Posição           | Ginasta                  | Total  |
| ----------------- | ------------------------ | ------ |
| Medalha de ouro   | BRA Diego Hypólito       | 16,125 |
| Medalha de prata  | JPN Kohei Uchimura       | 15,900 |
| Medalha de bronze | ISR Alexander Shatilov   | 15,500 |
| 4                 | GRE Eleftherios Kosmidis | 15,150 |
| 5                 | GBR Kristian Thomas      | 14.950 |
| 6                 | TUN Wajdi Bouallegue     | 14,450 |
| 7                 | NED Jeffrey Wammes       | 13,875 |
| 8                 | GER Matthias Fahrig      | 13,350 |

| Posição           | Ginasta                | Total  |
| ----------------- | ---------------------- | ------ |
| Medalha de ouro   | NED Epke Zonderland    | 16,175 |
| Medalha de prata  | AUS Philippe Rizzo     | 15,825 |
| Medalha de bronze | JPN Hiroyuki Tomita    | 15,325 |
| 4                 | FRA Yann Cucherat      | 14,850 |
| 5                 | BRA Mosiah Rodrigues   | 14,475 |
| 6                 | SUI Christoph Schaerer | 14,200 |
| 7                 | ITA Igor Cassina       | 12,725 |

| Posição           | Ginasta                  | Total  |
| ----------------- | ------------------------ | ------ |
| Medalha de ouro   | FRA Yann Cucherat        | 15,775 |
| Medalha de prata  | CHN Feng Zhe             | 15,775 |
| Medalha de bronze | UKR Valeriy Goncharov    | 15,675 |
| 4                 | SVK Samuel Piasecky      | 15,450 |
| 5                 | ESP Manuel Carballo      | 15,300 |
| 6                 | JPN Hiroyuki Tomita      | 14,875 |
| 7                 | JPN Yosuke Hoshi         | 14,875 |
| 8                 | GRE Vasileios Tsolakidis | 14,425 |

| Posição           | Ginasta                 | Total  |
| ----------------- | ----------------------- | ------ |
| Medalha de ouro   | CHN Hongtao Zhang       | 16,375 |
| Medalha de prata  | HUN Krisztian Berki     | 16,100 |
| Medalha de bronze | AUS P. Sellathurai      | 16,025 |
| 4                 | GBR Louis Smith         | 15,600 |
| 5                 | GBR Daniel Keatings     | 15,075 |
| 6                 | CRO Robert Seligman     | 14,425 |
| 7                 | SLO Saso Bertoncelj     | 14,025 |
| 8                 | BEL Donna-Donny Truyens | 12,775 |

| Posição           | Ginasta                  | Total  |
| ----------------- | ------------------------ | ------ |
| Medalha de ouro   | UKR Olexander Vorobyov   | 16,275 |
| Medalha de prata  | HUN Jordan Jovtchev      | 16,150 |
| Medalha de bronze | NED Yuri van Gelder      | 16,075 |
| 4                 | CHN Yan Mingyong         | 15,950 |
| 5                 | VEN Regulo Carmona       | 15,650 |
| 6                 | CYP Irodotos Georgallas  | 15,375 |
| 7                 | RUS K. Pluzhnikov        | 15,325 |
| 8                 | GRE Dimosthenis Tampakos | 14,700 |

| Posição           | Ginasta                  | Total  |
| ----------------- | ------------------------ | ------ |
| Medalha de ouro   | FRA Thomas Bouhail       | 16,225 |
| Medalha de prata  | NED Jeffrey Wammes       | 16,150 |
| Medalha de bronze | RUS Anton Golotsutskov   | 16,075 |
| 4                 | ESP Isaac Botella        | 16,075 |
| 5                 | GER Matthias Fahrig      | 16,012 |
| 6                 | BRA Diego Hypólito       | 15,812 |
| 7                 | CHI E. Gonsalez          | 15,312 |
| 8                 | LAT Jevgēņijs Saproņenko | 15,087 |